# 长春市图书馆
长春市图书馆是位於中華人民共和國吉林省長春市的圖書館，共有一個总馆和兩個分馆，总建筑面积约3.5万平方米。

## 歷史

### 满铁图书馆
长春市图书馆的歷史最早可追溯到1910年南满洲铁道株式会社在室町小学校（今天津路小学）設立的长春图书阅览场。1917年6月，改名为长春简易图书馆。1922年6月，改名为长春满铁图书馆。1932年11月，长春满铁图书馆改为新京满铁图书馆。

### 长春市公立图书馆
1930年9月1日，长春市公立图书馆开馆。1933年4月，改名为新京特别市立图书馆；1937年12月，改为新京特别市图书馆。

### 後續
1938年5月，新京满铁图书馆与新京特别市图书馆合并，组建了新京特别市立图书馆。
1945年日本投降後，改名为长春市立图书馆。1946年8月，改为吉林省立长春图书馆。1948年10月19日，改为长春特别市立图书馆。1949年3月10日，改为长春市立图书馆。
1953年7月，改为长春市图书馆。1969年3月，改为长春市人民图书馆，并成立长春市人民图书馆革委会。1979年，撤销革委会，恢復舊名长春市图书馆。1992年5月，位于朝阳区的新馆建成开放。2003年，圖書館扩建改造。2009年9月28日，位於宽城区鐵北的长春市图书馆分馆开放。2011年11月，长春市图书馆接收了原本隸屬於长春市电影公司的一座建築（即满铁图书馆旧址），同時該建築更名为长春市图书馆铁南分馆。2012年，总馆開始内部改造，2014年4月23日重新开放。

## 外部連結
- 官方网站